# Megalibgwilia
Genre
Megalibgwilia est un genre fossile d'échidnés ayant vécu en Australie du Miocène au Pléistocène, avant de s'éteindre il y a environ 50 000 ans, peu après l'arrivée de l'Homme moderne en Australie. Le genre regroupe les deux plus anciennes espèces d'échidnés connues.

## Historique
Le paléontologue anglais Richard Owen est le premier à avoir décrit une espèce du genre Megalibgwilia, qu'il appela Zaglossus ramsayi lors de son érection en 1884. À la suite de la description de Richard Owen, basée sur un seul fémur gauche, des crânes de Megalibgwilia ont été découverts entre autres dans les Naracoorte Caves, en Australie-Méridionale, et dans les Wellington Caves, en Nouvelle-Galles du Sud.

## Description
Les deux espèces de Megalibgwilia sont de taille comparable à Zaglossus bruijni, l'échidné à long nez vivant actuellement en Nouvelle-Guinée. Megalibgwilia avait cependant des avant-bras un peu plus longs que son cousin moderne. L'animal mesurait environ 75 cm de longueur.

## Liste des espèces
Selon BioLib (31 octobre 2024) :
- † Megalibgwilia ramsayi (Owen, 1884)[1]
- † Megalibgwilia robusta (Dun, 1896)

Selon Paleobiology Database (31 octobre 2024), ce genre ne serait représenté que par l'espèce Megalibgwilia ramsayi.

## Chronologie
L'espèce M. robusta de Nouvelle-Galles du Sud est la plus ancienne espèce d'échidnés connue et la seule datant du Miocène.

## Paléobiologie
Megalibgwilia était probablement un insectivore, comme l'échidné à nez court moderne, plutôt qu'un mangeur de vers comme les échidnés à bec courbe actuels.

## Systématique
Le nom valide complet (avec auteur) de ce taxon est Megalibgwilia Griffiths (d), Wells (d) et Barrie (d), 1991,.

### Publication originale
(en) M. Griffiths, R.T. Wells et D.J. Barrie, « Observations on the skulls of fossil and extant echidnas (Monotremata:Tachyglossidae) », Australian Mammalology, vol. 14,‎ 1991, p. 87–101